# Adenta East
Koordinaten: 5° 43′ 10″ N, 0° 9′ 20″ W
Adenta East ist ein Ort in der Greater Accra Region im westafrikanischen Staat Ghana, nördlich von Madina. Bei der letzten Volkszählung des Landes vom 26. März 2000 lebten 31.070 Einwohner in der Stadt. Hochrechnungen zum 1. Januar 2007 schätzen die Bevölkerung auf 39.730 Einwohner. Aktuell liegt die Stadt an der 36. Stelle der Liste der größten Städte in Ghana.